# Kakure Kirishitan

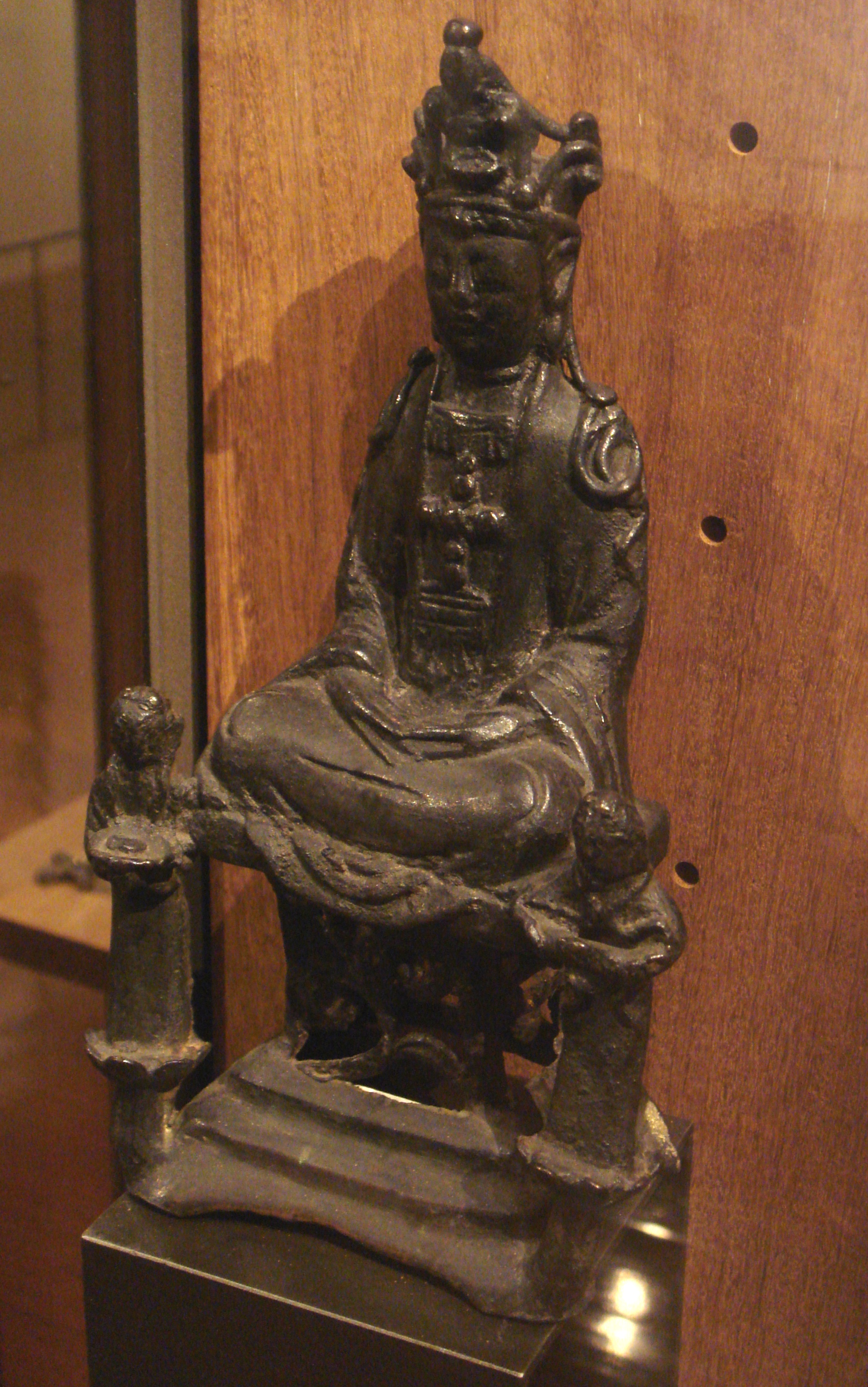
A Virgem Maria como Kannon, culto Kirishitan, Século XVII. Salle des Martyrs, Sociedade para as Missões Estrangeiras de Paris.

Kakure Kirishitan (隠れキリシタン, "cristão escondido") é um termo moderno para um membro japonês da Igreja Católica Apostólica Romana, ou kirishitan, que entrou na clandestinidade após a Rebelião de Shimabara, entre 1637 e 1638, mas cujo comportamento em função das perseguições foi assumido décadas antes, após eventos como "Os Mártires do Japão de 1597".

## História

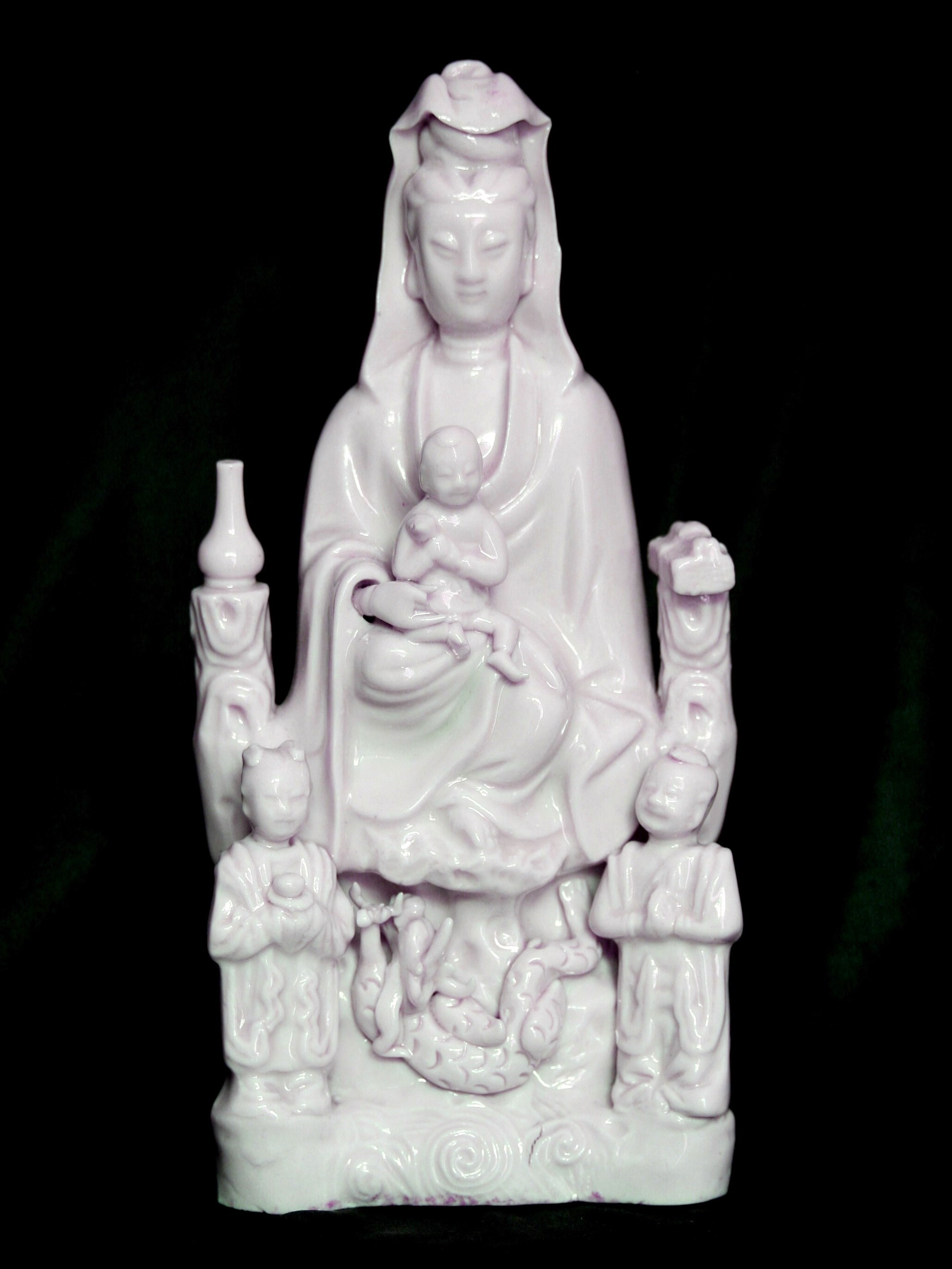
Maria Kannon, estátua Dehua Kiln da figura budista Kannon usada para o culto cristão no Japão, Coleção Nantoyōsō, Japão

Os Kakure Kirishitans são denominados cristãos "escondidos" porque continuaram a praticar o cristianismo em segredo. Praticavam seus cultos em aposentos secretos em suas casas. Com o passar do tempo, as imagens dos santos e da Virgem Maria foram transformados em imagens que lembravam mais as imagens tradicionais de Budas e dos bodhisattvas. As orações foram adaptadas de modo a soar como cantos budistas e mantiveram palavras sem tradução do latim, do português e do castelhano. A Bíblia foi passada de forma oral, por causa do temor de que os poucos livros fossem confiscados pelas autoridades. Em função da expulsão do clero católico no século XVII, a comunidade Kakure Kirishitan passou a depender de líderes leigos para realizar as atividades.
Em alguns casos, as comunidades se desviaram dos ensinamentos cristãos. Perderam o acesso ao significado das orações e sua religião tornou-se uma espécie de culto aos antepassados, no qual os antepassados eram os mártires cristãos.
Muitos criptocristãos, alguns dos quais adotaram novas formas de praticar o cristianismo, saíram da clandestinidade em meados do Século XIX, quando a Restauração Meiji trouxe a liberdade religiosa e eles puderam retornar à Igreja Católica Romana, abandonando suas práticas sincréticas. Entretanto, alguns deles optaram em não entrar em comunhão com os católicos. Eles são conhecidos como Hanare Kirishitan (erro em {{japonês}}: Texto em japonês ou romaji necessário (ajuda), cristãos separados).

## Extinção moderna dos Hanare Kirishitan
Após a legalização do cristianismo e a secularização do Japão, muitas linhagens de Hanare Kirishitan foram abruptamente encerradas. Tradicionalmente, os rapazes aprendiam os rituais e as orações através dos pais; quando esses rapazes se desinteressavam ou se mudavam da cidade, não havia como continuar a linhagem.
Por um momento, acreditou-se que os Hanare Kirishitan tivessem morrido ou desaparecido, por causa de sua tradição de segredo. Um grupo na ilha de Ikitsuki, região de Nagasaki, negligenciado pelo governo japonês durante os tempos de perseguição, tornou suas práticas públicas durante a década de 1980 e agora se apresenta; entretanto, essas práticas adquiriram certas características de teatro: recitação de contos folclóricos e o uso de estátuas e outras imagens que nunca foram criadas ou usadas pelos Kakure Kirishitan.
A antropóloga Christal Whelan descobriu a existência de Hanare Kirishitans genuínos nas ilhas Gotō, lugar para o qual alguns Kakure Kirishitan fugiram. Havia apenas dois religiosos nas ilhas, ambos nonagenários e que não se falavam. Os fiéis em geral também já eram idosos e também oravam sozinhos. Embora alguns desses Hanare Kirishitan tivessem uma forte tradição de segredo, concordaram em ser filmados para o documentário dela, Otaiya.

## Na cultura japonesa
O famoso romance de Shusaku Endo, "Silêncio" faz referência à história oral das comunidades Kirishitan. O compositor Yasuhide Ito escreveu um trabalho para banda sinfônica, chamado Gloriosa, inspirado na música dos Kakure Kirishitan.